# Адміністративне стягнення
Адміністративне стягнення — це захід адміністративної відповідальності, що застосовується з метою виховання особи, яка вчинила адміністративне правопорушення, у дусі додержання законів України, поваги до правил співжиття, а також запобігання вчиненню нових правопорушень як самим правопорушником, так й іншими особами.

## Мета
Метою застосування адміністративного стягнення є виховання правопорушника в дусі додержання законів України, поваги до правил суспільного співжиття; запобігання вчиненню нових правопорушень як самим правопорушником, так і іншими особами, покарання та виправлення правопорушника, відшкодування збитків.

## Види адміністративних стягнень
1. Попередження
2. Штраф
3. Оплатне вилучення предмета
4. Конфіскація
5. Позбавлення спеціального права, наданого даному громадянинові (полювання та керування транспортними засобами); 
позбавлення права обіймати певні посади або займатися певною діяльністю
6. Громадські роботи
7. Суспільно корисні роботи
8. Виправні роботи
9. Адміністративний арешт
10. Арешт з утриманням на гауптвахті

Крім цього, законами України може бути встановлено й інші, не зазначені, види адміністративних стягнень. До іноземців та осіб без громадянства за правопорушення, які грубо порушують правопорядок, може бути застосоване видворення за межі України.

### Заходи впливу, що застосовуються до неповнолітніх
До неповнолітніх можуть бути застосовані заходи впливу:
1. Зобов'язання публічно або в іншій формі попросити вибачення у потерпілого
2. Попередження
3. Догана або сувора догана
4. Передача неповнолітнього під нагляд

У разі вчинення неповнолітніми: незаконних дій із наркотиками без мети збуту, дрібної крадіжки, дій, що порушують більшість правил дорожнього руху, керування транспортом у стані сп'яніння (1-3 частини ст. 130), порушення доріг, вулиць та об'єктів на них, порушення правил торгівлі алкогольними напоями чи тютюновими виробами, дрібного хуліганства, стрільби в заборонених місцях, злісної непокори поліції, інших незаконних дій зі зброєю — вони підлягають адміністративній відповідальності на загальних підставах (крім адміністративного арешту). Але з урахуванням характеру правопорушення та особи правопорушника до них можуть бути застосовані й заходи впливу (крім осіб, що вчинили правопорушення, передбачені ст. 185).

## Накладення адміністративного стягнення
Стягнення за адміністративне правопорушення накладається в межах, установлених КУпАП та іншими законами. При накладенні стягнення враховуються характер вчиненого правопорушення, особа порушника, ступінь вини, майновий стан, обставини, що пом'якшують чи обтяжують відповідальність. За одне адміністративне правопорушення може бути призначене одне основне чи основне та додаткове стягнення.

### Обставини, що пом'якшують відповідальність за правопорушення
- щире розкаяння винного;
- відвернення винним шкідливих наслідків, відшкодування збитків чи усунення заподіяної шкоди;
- вчинення правопорушення під впливом сильного душевного хвилювання або при збігу тяжких особистих або сімейних обставин;
- вчинення правопорушення неповнолітнім, вагітною жінкою або жінкою з дитиною віком до 1 року.

Законами можуть бути передбачені й інші обставини, що пом'якшують відповідальність. Крім цього, орган, що вирішує справу про адміністративне правопорушення, може визнати й інші обставини пом'якшуючими.

### Обставини, що обтяжують відповідальність
- продовження протиправної поведінки, незважаючи на вимогу уповноважених на те осіб припинити її;
- повторне протягом року вчинення однорідного правопорушення, за яке особу вже було піддано адміністративному стягненню; вчинення правопорушення людиною, яка раніше вчинила злочин;
- втягнення неповнолітнього в правопорушення;
- вчинення правопорушення групою осіб;
- вчинення правопорушення в умовах стихійного лиха чи за інших надзвичайних обставин;
- вчинення правопорушення в стані сп'яніння.

Орган, який накладає адміністративне стягнення, залежно від характеру правопорушення, може не визнати певну обставину з цього переліку обтяжуючою.

### Інші положення
При вчиненні однією особою двох або більше правопорушень адміністративне стягнення накладається за кожне з них окремо. Якщо особа вчинила кілька правопорушень, справи про які одночасно розглядається одним і тим же органом, стягнення накладається в межах санкції, встановленої за серйозніше правопорушення з числа вчинених. До основного може бути приєднано одне з додаткових стягнень.
Адміністративне стягнення може бути накладено не пізніш як через 2 місяці з дня вчинення правопорушення. Якщо правопорушення триваюче — через 2 місяці з дня його виявлення. Якщо справи про адміністративні правопорушення підвідомчі суду чи судді, стягнення може бути накладено не пізніш як через 3 місяці з дня його вчинення. Адміністративне стягнення за вчинення корупційного правопорушення може бути накладено протягом 3 місяців з дня виявлення, але не пізніше 1 року з дня його вчинення. Якщо в діях порушника немає складу злочину, і в порушенні кримінальної справи відмовлено (або її було закрито), але є ознаки адміністративного правопорушення, стягнення може бути накладено не пізніш як через місяць з дня прийняття рішення про відмову в порушенні кримінальної справи або про її закриття.
Особа вважається такою, що не була піддана адміністративному стягненню, якщо протягом року не вчинить нове адміністративне правопорушення чи злочин.
Якщо в результаті вчинення адміністративного правопорушення заподіяно майнову шкоду, то при стягненні адміністративна комісія, виконавчий орган сільської, селищної чи міської ради може покласти на винного зобов'язання відшкодувати шкоду, якщо її сума не перевищує двох неоподатковуваних мінімумів доходів громадян, а суддя районного у місті, міського чи міськрайонного суду — незалежно від розміру шкоди, крім випадку, коли шкоду заподіяно неповнолітнім. В цьому випадку, якщо розмір шкоди не перевищує одного неоподатковуваного мінімуму доходів громадян, а неповнолітній має самостійний заробіток, суддя має право покласти на нього відшкодування заподіяної шкоди або зобов'язати своєю працею усунути її. В усіх інших випадках питання про відшкодування майнової шкоди, заподіяної адміністративним правопорушенням, вирішується в порядку цивільного судочинства.